# Lincoln (Arkansas)
Lincoln – miasto w Stanach Zjednoczonych, w stanie Arkansas, w hrabstwie Washington.